# ウミライ

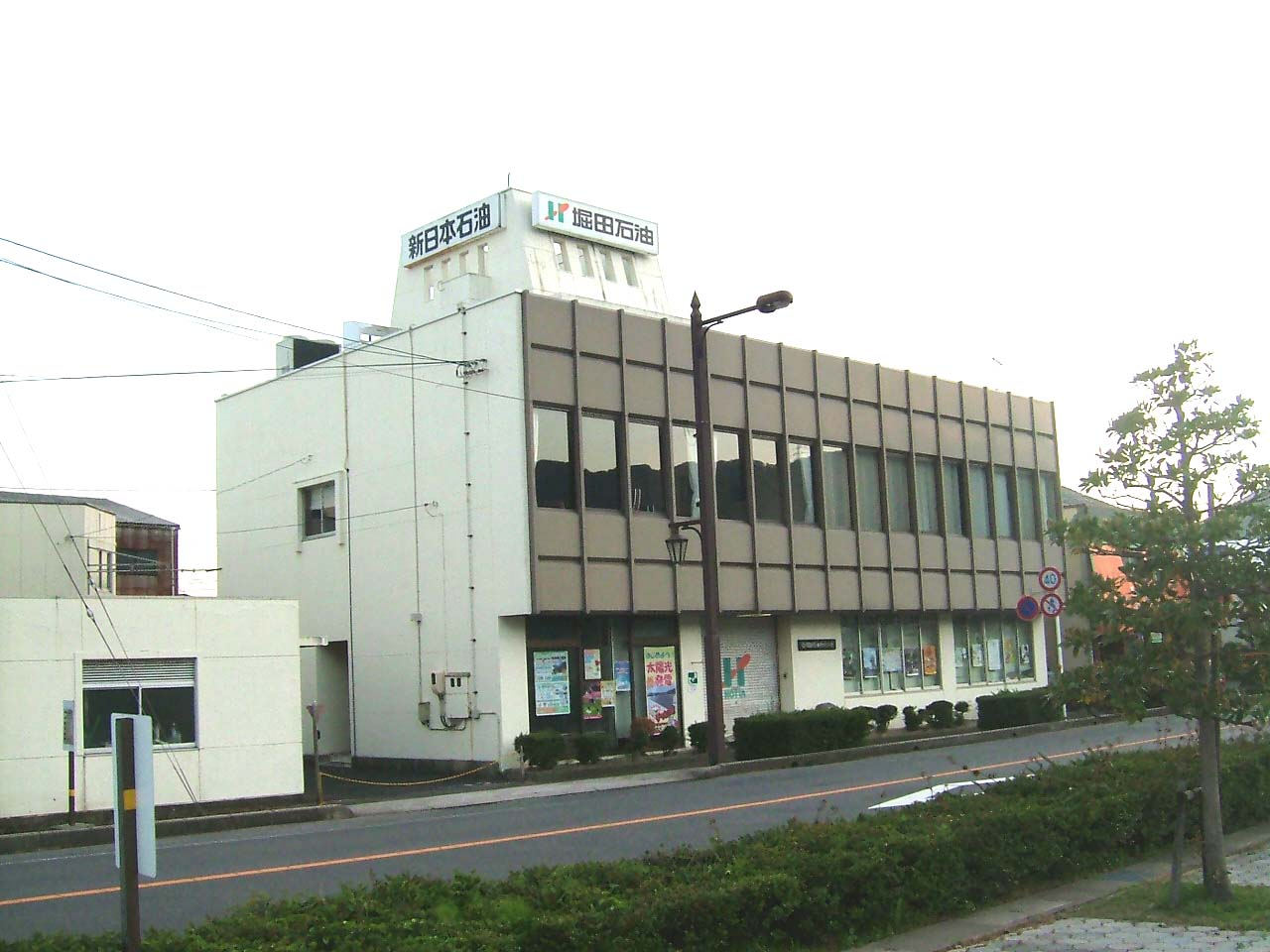
相生町の旧本社

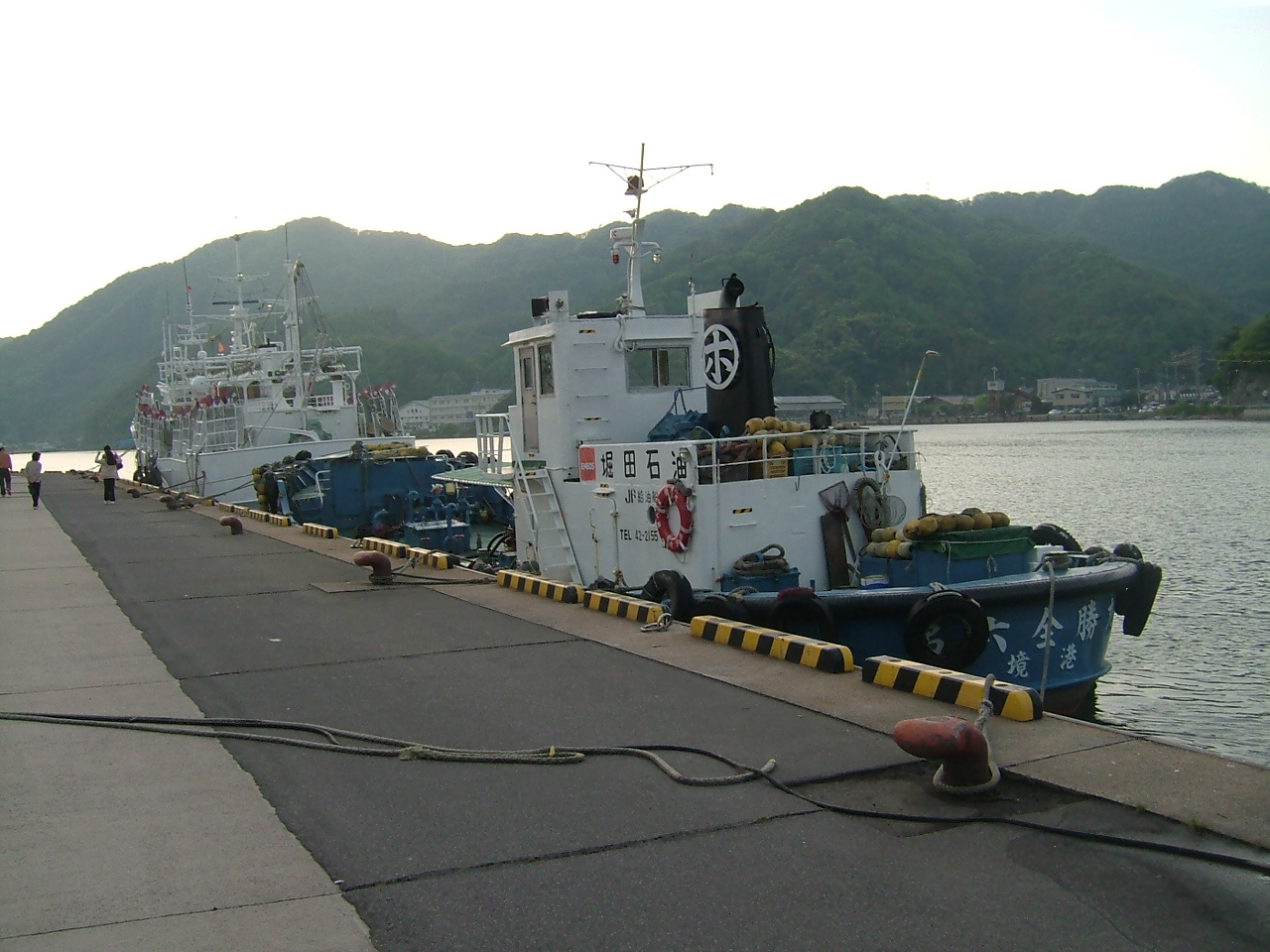
給油船

株式会社ウミライは、鳥取県境港市と島根県松江市に本社を置くENEOSの系列特約店であり、鳥取県西部・島根県東中部を中心にガソリンスタンドなどを運営している。
鳥取県が推進する家庭教育推進協力企業制度において家庭教育推進協力企業となっており、学校行事参加申込書を提出した社員が優先的に休暇を取得できるようにする制度を持つ。「とっとり子育て隊」の登録企業にもなっている。

## 歴史
1905年に日本石油の特約店として創業、山陰の石油・ガス販売業者に石油やガスの供給も行なっている。1920年(大正9年)8月には境港市相生町に堀田石油店を開店した。当初は船舶への燃料給油を基盤に成長の第一歩を踏み始め、モータリゼーションの到来に合わせ、1956年に自社でガソリンスタンド運営を始め、1997年には山陰では珍しい私募債発行により新規ガソリンスタンド建設資金を調達、2017年時点でガソリンスタンドや整備工場13店を運営する。ガソリンスタンド跡地を活用する不動産業も行なっている。
2004年には社長の堀田収が境港商工会議所の副会頭に、2007年には会頭に就任した。
2016年5月には相生町にあった本社を弥生町に移転、新社屋は断熱材の活用や周辺の緑化、太陽光発電の導入でCO2削減を図った建物で、さらに日南町とオフセット・クレジット契約を締結して排出量を削減した。
2023年に松江石油と対等合併し、ウミライに社名を変更した。

## 沿革
- 1905年（明治38年） - 日本石油特約店「日油商会」として創業[4]。
- 1914年（大正3年） - 創業者・堀田昇の個人企業となり「堀田昇商店」と改名[4]。
- 1931年（昭和6年） - 「合名会社堀田石油店」に組織変更[4]。
- 1956年（昭和31年） - 境港市初の固定式ガソリンスタンドを設置[4]。
- 1970年（昭和45年） - LPガスの販売事業進出[4]。
- 1995年（平成7年） - 株式会社へ組織変更[4]。
- 2001年（平成13年） - 当社初のセルフ式ガソリンスタンドを淀江なかまSSに設置[10]。
- 2023年（令和5年） - 松江石油との対等合併により、社名をウミライに変更。

## グループ会社
- 境港ガス 境港市
- 西郷日石 隠岐郡隠岐の島町
- 海上石油 境港市
- 浜昭 浜田市
- エルピーガスセンター松江 松江市

## スポーツ
ガイナーレ鳥取のオフィシャルスポンサーであり、2013年にはユニフォームスポンサーにもなっている。社長は2008年に設立されたガイナーレ鳥取応援団のうち西部地区の代表幹事も務めており、観戦を呼びかける懸垂幕を米子市の県西部総合事務所に掲示した。しかしガイナーレ鳥取はJ2昇格を逃し、翌シーズンの決起集会では社長が直接選手を激励した。太陽光発電装置の販売代理店となり、装置にガイナーレ鳥取のロゴを付けて販売することで、ブランド使用料をチームに支払う形での支援も行っている。地元境港市で開催されている鬼太郎カップ境港駅伝競走大会にも協賛している。
また、社内からは従業員が米子読売マラソン、松江玉造ハーフマラソンに出場している。